# Climax (ecologie)
Een climax in de ecologie ontstaat als het eindpunt van successie, als de abiotische factoren en de verschillende soorten, de soortensamenstelling, min of meer gelijk blijven/zijn. De biomassa is hierbij ongeveer gelijk, omdat de netto primaire productie gelijk is aan 0. Dit komt doordat de bruto primaire productie dan even groot is als de afbraak van weefsels.
Er bevindt zich dan een gesloten kringloop van stoffen.
Voorbeelden van climaxecosystemen zijn koraalriffen en tropische regenwouden.